# Mestosoma taulisense
Mestosoma taulisense är en mångfotingart som först beskrevs av Kraus 1955.  Mestosoma taulisense ingår i släktet Mestosoma och familjen orangeridubbelfotingar. Inga underarter finns listade i Catalogue of Life.